# Bartholomäus-Kapelle (Einbeck)

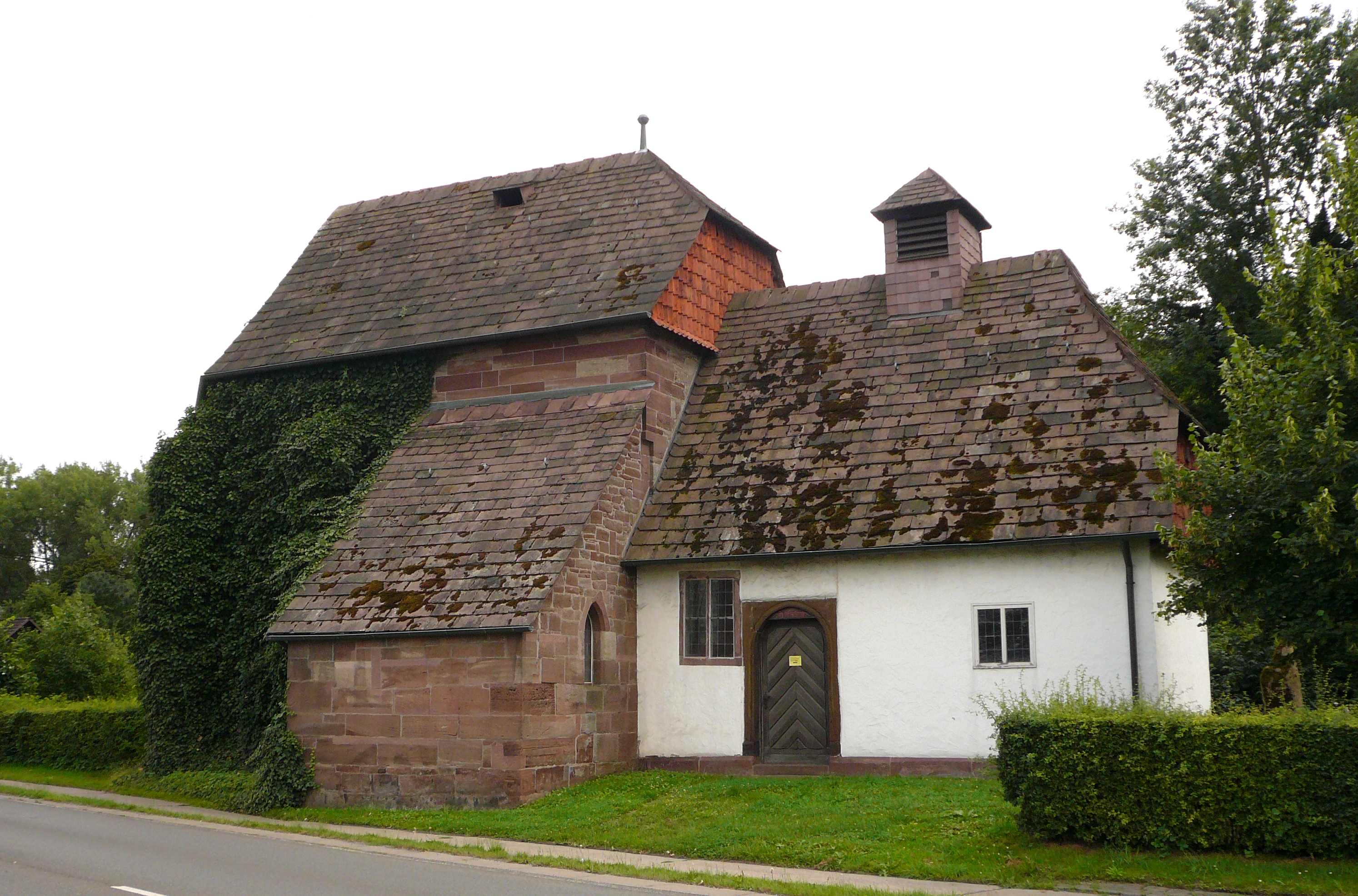
Nordansicht der Kapelle mit Anbauten

Die Bartholomäus-Kapelle in Einbeck, auch Sertürner-Kapelle genannt, ist der einzige erhaltene Teil eines ehemaligen Leprosen- und späteren Armenhauses vor dem Altendorfer Tor. Das Kapellengebäude aus Sandstein stammt aus dem frühen 15. Jahrhundert. Sandstein-Fundamente unter dem Fußboden von 10,50 m Länge und 5,50 m Breite weisen auf einen nur wenig kleineren, rechteckigen Vorgängerbau. Im Jahr 1510 (Jahreszahl über der Tür) wurde die Kapelle im Westen durch einen Fachwerkanbau erweitert.
Im Chorraum an der Nordwand wurden 1939 beim Durchbruch der Wand für einen Zugang zur Sertürner-Kapelle Wandmalereien entdeckt. Die Seccomalerei auf einer Kalkschlämmschicht wurde 1991/93 durch Mitarbeiter der Fachhochschule Hildesheim restauriert. Es handelt sich bei der Wandmalerei um eine Darstellung Christi am Kreuz zwischen einem guten und einem schlechten Beter mit lateinischen Inschriften in Spruchbändern. Die Entstehung wird aufgrund stilistischer Vergleiche der Kleidung der abgebildeten Personen in den Zeitraum von 1430 bis 1480 datiert.
Friedrich Wilhelm Sertürner, der Entdecker des Morphiums, wurde nach seinem Tod von Hameln nach Einbeck überführt und in einem nördlichen kleinen Anbau der Kapelle begraben, wo heute ein Stein an ihn erinnert.
Die Kapelle wird heute gelegentlich für Andachten, Theateraufführungen oder Ausstellungen genutzt.